# اسم شخصي
إن الاسم الشخصي هو اسم العَلم الذي يوضح هوية الشخص، وعادة ما يضم في هذه الآونة الاسم المكتسب عند الميلاد أو في سن صغيرة بجانب اللقب. وعلى حد التقريب، يعد امتلاك الإنسان لـ الاسم أمرًا عالميًا؛ باستثناء الحالات النادرة، على سبيل المثال الأطفال المتوحشين الذين ينشأون في عزلة أو الأطفال الأيتام ضحايا الكوارث الطبيعية حيث لا توجد لهم سجلات توضح أسماءهم.[بحاجة لمصدر] تحدد اتفاقية حقوق الطفل أن الطفل يستحق عند ميلاده الحصول على اسم.
تفتقد بعض القبائل المعزولة، مثل ماتشيجوينجا (Machiguenga) في الأمازون، الأسماء الشخصية.
وتتأثر تقاليد التسمية بشدة بالعوامل الثقافية، مع بعض الثقافات الأكثر مرونة على التسمية من غيرها. إضافةً إلى ذلك، بالنسبة للثقافات ذات السجلات التاريخية المتوفرة، تُعرف قوانين التسمية بالتغيير مع مرور الزمن.

## تقاليد التسمية
في المجتمعات الغربية المعاصرة (باستثناء أيسلندا والمجر، وفي بعض الأحيان الفلاندرز (وفقًا للمناسبة) ومعظم اللهجات في الجنوب في منطقة اللغة الألمانية، يعد الاسم المكتسب أشهر تقاليد التسمية، الذي يشير في العادة إلى نوع الطفل ملحقًا باسم عائلة الوالد. في العصور السابقة، اتبعت الدول الإسكندنافية التسمية العائلية، مع الأفراد الذين يطلق عليهم ابن/ابنة "فلان"؛ ولا تنطبق تلك الحالة الآن إلا في أيسلندا وفي الآونة الأخيرة استخدمها البعض في جزر فارو. ولا يمنع القانون في فنلندا الأفراد من التسمية العرقية الأيسلندية المسماة على وجه التحديد في قانون الأسماء.
هناك اصطلاحات مختلفة في الثقافات المختلفة للأسماء الشخصية. وها هي قائمة بالمقالات المتعلقة بمصطلحات التسمية للثقافات الخاصة.

## كتابات أخرى
- Matthews, Elaine; Hornblower, Simon; Fraser, Peter Marshall, Greek Personal Names: Their Value as Evidence, Proceedings of The British Academy (104), Oxford University Press, 2000. ISBN 0-19-726216-3

## وصلات خارجية
- The use of personal names
- Kate Monk's Onomastikon(Dictionary of Names)
- Lexicon of Greek Personal Names, a Major Research Project of the British Academy, Oxford, contains over 35,000 published Greek names.